# Mildred Davis
Mildred Hillary 'Mid' Davis (Philadelphia (Pennsylvania), 22 februari 1901 - Santa Monica (California), 18 augustus 1969) was een Amerikaans actrice.

## Biografie
Davis werd in 1901 geboren te Philadelphia en bezocht hier de "Friends School". Na enkele jaren studie trok ze naar Los Angeles in de hoop hier een rol in een film te bemachtigen.
Nadat ze in verscheidene films te zien was geweest, trok ze de aandacht van komiek Harold Lloyd, die haar in 1919 castte in zijn korte film From Hand to Mouth. Het werd de eerste van de 15 films waarin ze samen te zien waren.
Op 10 februari 1923 trouwde ze met Lloyd. Hierna kondigde Lloyd aan dat Davis niet in nog meer films te zien zou zijn. Davis was er echter nog niet klaar voor te stoppen met acteren en wist haar man te overhalen haar toestemming te geven door te gaan met haar werk als actrice. Toen ze eenmaal terugkeerde, was haar populariteit echter al dusdanig gedaald dat ze moeite kreeg met het bemachtigen van filmrollen. In 1927 beëindigde zij haar filmcarrière om in 1949 nog één keer terug naar het scherm te keren.
Davis kreeg drie kinderen met Lloyd, waaronder Harold Lloyd, Jr. Haar huwelijk met Lloyd werd in het publiek gezien als perfect, maar er waren wel verscheidene problemen, waaronder Lloyds workaholisme. Ondanks het feit dat ze vaak troost kreeg bij haar vriendinnen Marion Davies en Colleen Moore, worstelde Davis ook met alcoholisme en depressies.
Davis stierf in 1969 als gevolg van een reeks beroertes.

## Filmografie
- The Devil's Sleep (1949)
- Too Many Crooks (1927)
- Condemned (1923)
- Temporary Marriage (1923)
- Safety Last! (1923)
- Doctor Jack (1922)
- Grandma's Boy (1922)
- A Sailor-Made Man (1921)
- Never Weaken (1921)
- I Do (1921)
- Among Those Present (1921)
- Now or Never (1921)
- Number, Please? (1920)
- Get Out and Get Under (1920)
- High and Dizzy (1920)
- An Eastern Westerner (1920)
- Haunted Spooks (1920)
- Getting His Goat (1920)
- His Royal Slyness (1920)
- The Floor Below (1920)
- Why Go Home? (1920)
- Red Hot Hottentotts (1920)
- From Hand to Mouth (1919)
- Tough Luck (1919)
- Looking for Trouble (1919)
- Giving the Bride Away (1919)
- Call for Mr. Caveman (1919)
- All at Sea (1919)
- All Wrong (1919)
- A Weaver of Dreams (1918)
- Fighting Mad (1917)
- What'll We Do with Uncle? (1917)
- Marriage à la Carte (1916)

- Biblioteca Nacional de España: XX1055730
- Bibliothèque nationale de France: cb15032958r (data)
- Gemeinsame Normdatei: 1089068166
- International Standard Name Identifier: 0000 0000 5482 0275
- Library of Congress Control Number: nr98016397
- Nationale Bibliotheek van Tsjechië: xx0145618
- Istituto Centrale per il Catalogo Unico: MODV646931
- SNAC: w6w51rkq
- Système universitaire de documentation: 07505731X
- Virtual International Authority File: 7668156
- WorldCat: E39PBJqVYpY47xj37XrWx7xxDq